# Thomas Beatie
Thomas Trace Beatie (nascido em 20 de janeiro de 1974) é um orador público americano, autor e defensor de questões transgênero e sexualidade, com foco na fertilidade transgênero e nos direitos reprodutivos.
Beatie se assumiu um homem trans no início de 1997. Beatie passou por uma cirurgia de redesignação de gênero em março de 2002 e ficou conhecido como "o homem grávido" depois de engravidar por inseminação artificial em 2007. Beatie escolheu engravidar porque sua esposa Nancy era infértil, fazendo isso com esperma doado.
O casal pediu o divórcio em 2012. O caso Beatie é o primeiro desse tipo já registrado, em que um homem legalmente documentado deu à luz dentro do casamento com uma mulher e, pela primeira vez, um tribunal contestou um casamento em que o marido deu à luz.

## Juventude
Thomas Beatie foi designado mulher ao nascer e cresceu em Honolulu como o primeiro de dois filhos. Sua mãe, Susan Nickels Beatie, nasceu em Minnesota. Seu pai, de ascendência coreana e filipina, nasceu e foi criado no Havaí. Ele é parente de dois ex-presidentes dos Estados Unidos: William Henry Harrison, seu quinto bisavô, e Benjamin Harrison, seu terceiro tio-avô.
Quando adolescente, Thomas foi modelo e finalista do concurso Miss Hawaii Teen USA. Ele competiu em karatê e Taekwondo, ganhando um campeonato júnior nas formas de Taekwondo nos Jogos Estaduais Aloha de 1992. Ele se formou na Universidade do Havaii em 1996 com bacharelado em ciências da saúde e mais tarde fez um MBA Executivo.

## Transição de gênero e gravidez
Beatie foi submetido a uma cirurgia de redesignação sexual envolvendo uma mastectomia dupla, também conhecida como "cirurgia superior", e mudou oficialmente seu marcador de sexo de "feminino" para "masculino" em seus documentos de identidade estaduais e federais em 2002. No entanto, ele manteve seus órgãos reprodutivos femininos, o que mais tarde lhe permitiu engravidar.
Beatie se casou com Nancy Gillespie em 2003. O casal mudou-se para Bend, Oregon, em 2005. Quando os dois decidiram constituir família, Beatie optou por gerar a criança, já que Nancy estava impossibilitada devido a uma histerectomia anterior. Beatie suspendeu o tratamento com hormônio testosterona para engravidar, mas a primeira concepção foi uma gravidez ectópica com trigêmeos que representou risco de vida, exigindo uma intervenção cirúrgica e a perda dos embriões e da trompa de Falópio direita. Ele engravidou com sucesso depois, duas vezes com esperma de doador, dando à luz os dois filhos sem complicações.
Beatie afirmou que não sentia nenhum conflito entre sua gravidez e seu gênero como homem, dizendo que se considerava o pai da criança e sua esposa Nancy a mãe. Ele deu à luz seu segundo filho, um filho, em 2009. O terceiro filho do casal, um segundo filho, nasceu em julho de 2010. Beatie mais tarde decidiu ter cirurgia "inferior", incluindo a criação de um pênis funcional. O procedimento, realizado pela cirurgiã transgênero Marci Bowers, foi documentado em sua segunda aparição no The Doctors, em 2012. O procedimento, chamado de metoidioplastia em anel, incluiu transferência de tecido, alongamento do falo aumentado hormonalmente, bem como construção e alongamento uretral.

## Atenção da mídia
Beatie recebeu intensa atenção da mídia depois de escrever um artigo em primeira pessoa na revista nacional LGBT The Advocate em 2008. Nele, Beatie descreveu o preconceito que ele e Nancy enfrentaram após decidirem ter um filho, ele escreveu:
Os médicos discriminaram-nos, rejeitando-nos devido às suas crenças religiosas. Os profissionais de saúde recusaram-se a chamar-me por um pronome masculino ou a reconhecer Nancy como minha esposa. As recepcionistas riram de nós. Amigos e familiares não têm apoiado; a maior parte da família de Nancy nem sabe que sou transgênero."
O artigo vinha acompanhado de uma fotografia sem camisa do grávido Beatie, que se tornou objeto de voyeurismo entre o público segundo o teórico queer Jack Halberstam. Poucas semanas após a publicação online, as notícias de sua história se espalharam rapidamente pela mídia nacional e internacional, que apelidou Beatie de "o homem grávido".
Beatie fez sua primeira aparição na televisão, uma entrevista exclusiva de uma hora, no The Oprah Winfrey Show em abril de 2008. Durante o programa, ele falou sobre seu senso de direito reprodutivo de ter um filho independente de sua identidade de gênero masculino. Ele comentou: “Não é um desejo masculino ou feminino querer ter um filho [...] é um desejo humano [...] sou uma pessoa e tenho o direito de ter meu próprio filho biológico”. O episódio de Oprah recebeu um aumento nas avaliações da Nielsen. No mesmo mês, Beatie foi retratado em uma história de seis páginas na People, com fotografia de Mary Ellen Mark.
Beatie deu à luz seu primeiro filho em junho de 2008. Vários tablóides, bem como os principais meios de comunicação, relataram a história, depois que paparazzi capturaram imagens da família deixando o St. Charles Medical Center em Bend, Oregon, dias depois. O editor sênior da People, Patrick Rogers, deu uma entrevista ao CBS Early Morning Show sobre o nascimento. Uma edição de agosto de 2008 da People apresentava Beatie com sua filha, compartilhando a capa com uma imagem maior do candidato presidencial Barack Obama posando com sua família.
A jornalista Barbara Walters anunciou no The View em novembro de 2008 que Thomas estava esperando seu segundo filho. No dia seguinte, a ABC exibiu uma entrevista com os Beaties no dia 20/20 intitulada "Journey of a Pregnant Man". Durante a entrevista, Walters mostrou uma série de fotografias de Beatie, comentando sobre a natureza "perturbadora" das imagens, muitas das quais destacavam sua barriga grávido.
O Guinness World Records nomeou Beatie o "Primeiro Homem Casado do Mundo a Dar à Luz" em 2010. Em uma transmissão de TV de Roma, Itália, o Guinness World Records presenteou-o com o título de "Unico Uomo Incinto al Mondo", traduzido como "O Primeiro Homem Grávido do Mundo". Beatie também apareceu em The View, Good Morning America, um documentário do Discovery Channel, Anderson Live com Anderson Cooper, Larry King Live, Oprah: Where Are They Now?, e recursos repetidos em The Doctors e Dr. Drew. Entre agosto e novembro de 2016, ele participou da décima temporada de Secret Story, a adaptação francesa de Big Brother; seu segredo era "Sou o primeiro homem grávido". Ele ficou em 2º lugar entre todos os competidores com 28% do televoto na final.
Beatie possui um site e uma empresa de camisetas com o slogan "Define Normal". Ele fez aparições pessoais em talk shows de TV na Espanha, Grécia, Alemanha, Itália, Romênia, Rússia, Japão, Suécia, Polônia e Reino Unido, e fez discursos principais em faculdades e universidades.

## Precedente legal e divórcio
Beatie novamente atraiu a atenção da mídia quando um tribunal no Arizona citou sua gravidez como motivo para recusar conceder o divórcio a ele e a Nancy em 2012. Thomas inicialmente entrou com pedido de separação judicial, que foi posteriormente convertido em um pedido de divórcio por Nancy. A notícia do rompimento com sua esposa vazou para os tablóides durante uma gravação do talk show The Doctors em abril. Thomas recebeu a custódia exclusiva temporária de seus três filhos e foi condenado a pagar pensão alimentícia.
Durante o processo de divórcio, o juiz presidente afirmou que, como Beatie deu à luz os filhos do casal, ele era legalmente mulher e, portanto, o casamento não foi reconhecido no estado. O juiz do Tribunal Superior do Arizona, Douglas Gerlach, emitiu uma ordem nunc pro tunc questionando se o Tribunal tinha jurisdição sobre o assunto. O caso Beatie foi o primeiro desse tipo registrado, em que um homem legalmente documentado deu à luz dentro do casamento com uma mulher, e a primeira vez que um tribunal contestou um casamento com base no parto de um marido. Na época, o Arizona não reconhecia legalmente o casamento entre pessoas do mesmo sexo, então se Beatie fosse considerado mulher de acordo com o estatuto do Arizona, o casamento de dez anos dos Beatie não seria reconhecido naquele estado.
Os advogados de Beatie no Cantor Law Group apresentaram um memorando mostrando que, de acordo com o Estatuto do Estado do Arizona, a definição legal de um homem transgênero é definida por certas operações médicas, tratamentos e, finalmente, pela aprovação de um médico certificado. "Como o Arizona e o Havaí têm praticamente o mesmo Estatuto de Mudança de Sexo, neste caso provaremos que, segundo a lei, Thomas era um homem na época de seu casamento. A esterilização não é uma exigência do Estatuto de nenhum dos estados. De acordo com a lei do Arizona e do Havaí. Thomas era homem na época de seu casamento e, portanto, seus três filhos nascidos durante o casamento são legítimos”, afirmou o advogado David Michael Cantor. O juiz Gerlach ordenou uma audiência probatória e argumentação oral para a qual o Transgender Law Center apresentou uma petição de amigo do tribunal em apoio ao casamento dos Beaties, afirmando que o caso poderia ser significativo em relação ao casamento, divórcio e direitos reprodutivos para pessoas trans no estado do Arizona e em todo o país. O depoimento de especialistas foi fornecido pelo cirurgião de redesignação de sexo de Beatie, Dr. Michael Brownstein M.D., no qual o médico deu a entender que o gênero é mais psicológico do que cromossômico. Ele também atestou que o procedimento de reconstrução torácica a que Beatie foi submetido foi qualificado como uma cirurgia de mudança de sexo.
Em 2013, foi ouvido um julgamento para determinar a custódia, pensão alimentícia e divisão de bens e dívidas, embora o Arizona não seja um estado de direito consuetudinário. Apesar do casamento ter sido questionado, os tribunais prosseguiram com os acordos de custódia dos filhos porque Beatie e Nancy adotaram legalmente cada um de seus três filhos em Oregon, nas ordens judiciais de Oregon, Thomas também foi listado como "pai" e Nancy foi listada como "mãe" em cada certidão de nascimento, e cada cônjuge tinha direitos parentais iguais à custódia.
O tribunal decidiu que não tinha jurisdição sobre o assunto para conceder o divórcio aos Beaties e que o Arizona não precisava aceitar a aceitação de certidões de nascimento ou casamento fora do estado. Apesar do testemunho médico afirmar o contrário, o Juiz Gerlach não considerou a identidade de gênero, o tratamento hormonal e a reconstrução torácica como uma cirurgia de mudança de sexo válida, como base para uma transição de gênero bem sucedida. “Se for adotado, (isso) levaria a circunstâncias em que o sexo de uma pessoa pode se tornar uma questão de capricho e não uma questão de qualquer padrão ou política razoável e objetiva, que é precisamente o tipo de resultado absurdo que a lei abomina”. O advogado de Beatie disse que a sentença continha vários erros. O tribunal também decidiu dar a Nancy a tomada de decisões legais conjuntas, custódia física e tempo igual para os pais, ordenando que Beatie pagasse a ela quase US$ 240 por mês em pensão alimentícia. Como o casamento não foi considerado válido no Arizona, a pensão alimentícia não foi aplicada, embora a divisão de propriedades o tenha sido.
Em 2014, um Tribunal de Apelações do Arizona declarou que o casamento dos Beaties era válido e, portanto, eles poderiam se divorciar, afirmando que Beatie não deveria ter sido esterilizado para ser legalmente reconhecido como homem no Arizona ou no Havaí.

## Ativismo LGBT
Em 2000-2001, Beatie foi co-presidente e presidente de mídia do Movimento das Uniões Civis pelos Direitos Civis em Honolulu, Havaí, uma organização LGBT sem fins lucrativos pela igualdade no casamento. Ele ajudou a organizar e implementar uma Marcha pela Igualdade de sete dias e 170 quilômetros em toda a ilha. Ele também fez lobby para aprovar a primeira legislação estadual sobre crimes de ódio, que se tornou lei em 2001.
Em agosto de 2011, ele foi o principal orador de abertura do Stockholm Pride, falando para um público de dezenas de milhares. Ele também liderou discussões individuais com médicos, políticos e legisladores em apoio à abolição da lei de esterilização para pessoas trans suecas. A lei de esterilização forçada da Suécia para pessoas trans foi anulada em 19 de dezembro de 2012.

## Impacto cultural
A gravidez de Beatie desafiou as definições sociais e legais do que constitui ser homem ou mulher. A história de Beatie ajudou a promover questões transgênero na mídia; outros homens trans deram à luz antes de Beatie, mas não foram relatados nem legalmente reconhecidos como homens. Muitos meios de comunicação trataram a gravidez de Beatie como um "show de horrores", segundo o estudioso de mídia Andre Cavalcante. Alguns blogueiros eram hostis em relação a Beatie. A pesquisadora de estudos femininos Eve Shapiro escreve que a cobertura da mídia sobre a gravidez de Beatie variou de "educacional" a "reacionária", e que Beatie "redefine o que significa ser um homem e talvez até desafia o paradigma de gênero binário". A estudiosa de estudos de mídia Laura Tropp escreve que a experiência de Beatie "força a sociedade a debater a ideia do que é um homem e do que é uma mulher". A socióloga Lisa Wade escreveu: "Não tenho certeza do que fazer, sociologicamente, com a atenção que a gravidez de Thomas está recebendo na mídia de massa, mas está pronta para análise." A People Magazine descreveu Beatie como um "ícone da cultura pop" na edição especial da revista 1000 Greatest Moments In Pop Culture 1974-2011. O seu caso jurídico também estabelece um precedente para a capacidade das pessoas transgênero exercerem o seu direito constitucional de reprodução e serem reconhecidas como o seu género legal após a transição.

## Publicações
Pouco depois do nascimento de Susan, Beatie escreveu seu primeiro livro, Labor of Love: The Story of One Man's Extraordinary Pregnancy (2008). Em Labor of Love, Beatie descreve a luta pelo seu direito de ter um filho. A Publishers Weekly disse que o livro era "Uma narrativa única e convincente". A Book List elogiou-o como "não forçado e despretensioso", e o The New York Times chamou-o de "desafiador e transformador". Seus outros trabalhos incluem:
- Beatie, Thomas (8 de abril de 2008). «Labor of Love: Is society ready for this pregnant husband?». The Advocate. p. 24. ISSN 0001-8996
- Beatie, Thomas (31 de julho de 2011). «Sveriges lag hade gjort mig barnlös» [Sweden's Law Would Have Made Me Childless]. Aftonbladet (em sueco)
- Beatie, Thomas; Petros, George (2012). The New Transsexuals: The Next Step in Human Evolution. [S.l.]: PetrosIdeas. pp. 34–43. ISBN 978-0-9855018-1-5
- Beatie, Thomas (5 de janeiro de 2013). «Dad v. Scorpion». goodmenproject.com
- Beatie, Thomas (2014). «Beyond Binary». In:  Duffy, Christine. Gender Identity and Sexual Orientation Discrimination in the Workplace: A Practical Guide. Arlington, Va.: Bureau of National Affairs, Inc. ISBN 978-1-6174-6300-6

## Na mídia

### Filme
O documentário Pregnant Man (2008) documentou as últimas semanas da gravidez de Beatie e o nascimento de seu primeiro filho. O documentário foi o programa de maior audiência da Discovery Networks em 2008. O documentário continua a ser exibido em todo o mundo.
Em 2015, o diretor francês Jan Caplin escreveu e dirigiu o curta Hippocampe, inspirado nas tentativas de Thomas Beatie e sua esposa de ter um filho.

### Outras mídias
Em maio de 2010, o escultor londrino Marc Quinn inaugurou uma estátua de mármore de 3 metros de altura de um Beatie grávido. Outras aparições de Beatie na mídia incluem:
- As 10 pessoas mais fascinantes de Barbara Walters em 2008[80]
- Revista Details: 40 homens mais influentes do mundo[81]
- Indicado ao 20º Anual GLAAD Media Awards: The Oprah Winfrey Show, indicado ao episódio de destaque de talk show, "The Pregnant Man": sujeito Thomas Beatie[82]
- Revista Time 2009: Finalista do Time 100[83]
- Revista People: 1000 melhores momentos da cultura pop, 1974–2011[68]
- Revista People 2008: 11 momentos mais chocantes[84]
- Revista Advocate: Pessoas do Ano 2008[85]
- Time: Os 10 melhores tudo de 2008[86]
- Huffington Post: Os 20 melhores trans pioneiros de 2011[87]
- Oddee.com: Homens bonitos (que nasceram mulheres)[88]